# Otto Freundlich

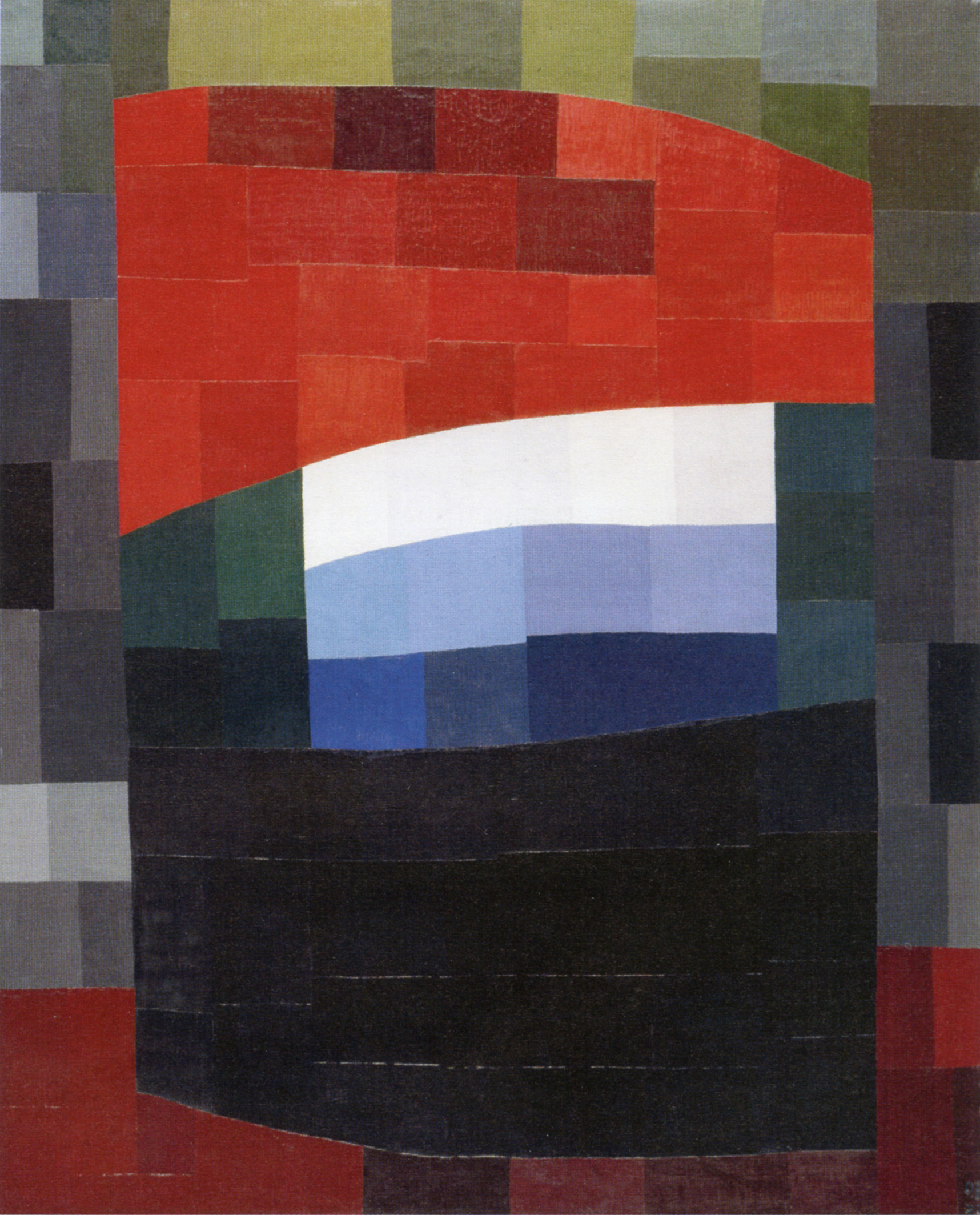
Mein roter Himmel (El meu cel roig), 1933

Otto Freundlich (Słupsk, Pomerània, 10 de juliol de 1878 - camp d'extermini de Majdanek o Sobibor, 9 de març de 1943) fou un pintor, escultor i teòric de l'art alemany. Fou un dels primers pintors abstractes. A partir de 1908, visqué la major part del temps a França. Després de ser delatat com a jueu, fou deportat i assassinat pels nazis.

## Vida i obra
Freundlich va iniciar estudis d'odontologia però es decantà aviat per l'art i inicià estudis d'història de l'art el 1902. Estudià a Múnic i Berlín i el 1906/1907 feu un viatge d'estudis a Florència. El 1908 es va instal·lar a París, i va viure a Montmartre al Bateau-Lavoir amb, entre d'altres, Pablo Picasso i Georges Braque. Les seves primeres composicions abstractes daten de 1911. Després de la revolució de 1918, Freundlich fou un dels fundadors del Novembergruppe. El 1919 va organitzar la primera exposició Dada a Colònia, amb Max Ernst i Johannes Theodor Baargeld. Des dels anys trenta la pintora alemanya Jeanne (Hannah) Kosnick-Kloss fou la seva companya. El 1931 Freundlich es va unir a l'associació Abstraction-Création.
Tot i haver viscut gran part de la vida a França i ésser, com a jueu, objectiu del nazisme, en el moment de l'esclat de la Segona Guerra mundial fou internat en un camp a França com a ciutadà alemany i, per tant, possible enemic. Després fou alliberat i es refugià amb la seva companya Jeanne Kosnick-Kloss a Sant Pau de Fenollet i hi continuà treballant, escrivint i refent algunes obres que sabia que havien estat destruïdes pels nazis. Hi restà de 1940 a 42, però es veié obligat a deixar l'hotel i a refugiar-se a casa uns pagesos a Sant Martí de Fenollet; fou finalment denunciat per un col·laboracionista i detingut el 23 de febrer de 1943; després de passar per diversos camps, fou deportat a Polònia on fou assassinat el 9 de març tot just arribar a Majdanek o Sobibor.

### Der neue Menschi l'Art degenerat
Der neue Mensch (L'home nou) o Großer Kopf (Cap gros) és una escultura de Freundlich; va ser feta el 1912 a Hamburg en una de les seves estades a Alemanya. L'obra feia 1,39 metres d'alt i estava influïda pel cubisme i possiblement també per l'art tribal de les escultures dels moai de l'Illa de Pasqua. Fou venuda a un col·leccionista però el 1930 fou comprada pel Museum für Kunst und Gewerbe d'Hamburg. Com a obra d'un autor jueu i inspirada per l'art primitiu fou inclosa pels nazis en l'exposició "Entartete "Kunst"" (l'exposició de l'"Art" degenerat) i se li dedicà, amb una fotografia presa des d'un angle desfavoridor, la portada de la guia de l'exposició. L'escultura va desaparèixer el 1941, després de viatjar amb l'exposició per diverses ciutats alemanyes, i es creu que va ser destruïda.
Algunes escultures que es creien destruïdes i que havien format part de l'exposició de l'Art Degenerat van ser trobades quan es va excavar per fer unes obres a Berlín, a davant de la Roter Rathaus (l'ajuntament), el 2010. Entre aquestes escultures no hi era "Der neue Mensch" però sí un cap de ceràmica negra del mateix Freundlich i altres com un retrat d'Anni Mewes d'Edwin Scharff, "Die Tänzerin" (La ballarina) de Margarete Moll o "stehende Gewandfigur" de Gustav Heinrich Wolff. No se sap com les escultures van arribar al lloc on es van trobar, però entre els llogaters hi consta Erhard Oewerdieck, que més tard va ser nomenat "just entre les nacions" per la seva tasca en protegir jueus durant el nazisme. Podria ser que aquesta persona hagués volgut preservar també les obres d'art. L'edifici fou ensorrat en els bombardeigs i les escultures se suposa que deurien ser a l'edifici i van quedar entre les runes. En ser recuperades, es van restaurar i exposar al "Neues Museum".

### Straße des Friedens
Freundlich tingué la idea d'unir Europa amb un "camí de les escultures" (Straße der Skulpturen Paris-Moscow) que representaria un camí de solidaritat i germanor ("Une voie de la fraternité et solidarité humaine"). Aquesta idea fou represa el 1971 per Leo Kornbrust amb la iniciativa Straße des Friedens (camí de la pau, de Normandia Moscú) i la primera escultura a Sankt Wendel, al Saarland. Altres escultors s'afegiren a la iniciativa.
Al voltant d'aquest projecte i en memòria de Freundlich es va produir el documental Das geht nur langsam (Es necessita temps; 110 min.) de Gabi Heleen Bollinger el 2012.